# 탁경현
탁경현(卓庚鉉, 1920년 6월 5일 ~ 1945년 5월 11일)은 일본 제국 육군의 군인이며, 조선인 출신 가미카제 특공대원이다. 일본식 이름은 미쓰야마 후미히로(光山 文博)이다.

## 생애

### 생애 초반
1920년 경상남도 사천군 서포면 외구리 남구마을에서 아버지 탁재식(卓在植)과 어머니 경주이씨(慶州李氏) 사이에서 태어났다.
1929년 그가 9살 되는 해 생활이 어려워져 부모님을 따라 일본으로 이주하였다. 아버지 탁재식은  교토(京都)에 정착한 후 건어물상을 하게 되었다. 교토에서 소학교와 리쓰메이칸중학교를 졸업한 후 교토 약학전문학교에 진학한다. 
1943년 9월 전문학교를 졸업하고 10월에 육군특별조종견습사관을 지원해 1기생으로 합격한다.
이후 가고시마현의 지란에 있는 다치아라이(大刀洗) 육군비행학교 분교로 부임한다. 
그는 쉬는 일요일이면 근처의 도미야(富屋) 식당을 찾아갔다. 식당 여주인 도메(トメ)를 친어머니처럼 여기며 단골이 되었다.
6개월에 걸친 기초조종훈련을 끝내고 1944년 3월 중순에 지란을 떠난다. 서울 제5항공군의 교육비행대에 배속되어 4개월 동안 본격적인 비행훈련을 하고 다시 일본으로 돌아와 전투훈련에 참가하였고, 1944년 10월 1일 정식으로 육군소위에 임관되었다. 
1945년 5월 11일 특공작전에 투입돼 지란 비행장으로 돌아온 그는 가미카제 출격 전날 밤에는 도미야 식당에서 도메에게 자신이 조선인임을 밝히고, 아리랑을 불렀다는 일화가 유명하다.

### 생애 후반
1945년 5월 11일, 탁경현은 예정대로 250kg의 폭탄을 싣은 1식 전투기에 탑승하여 오키나와의 미군 주둔지를 향하여 출격하였고, 560km를 비행해 오키나와 해상에서 24살의 생을 마감했다.

### 사후
탁경현의 사진은 야스쿠니 신사 유취관에 걸려 있다.

## 탁경현 귀향기원비
일본 배우 구로다 후쿠미의 주도로 2008년 탁경현의 위령비(귀향기원비)를 그의 고향인 경상남도 사천에 건립하려는 사업이 사천시에 의해 추진되었다. 그러나 사천시의회를 비롯하여 광복회 경남지부, 사천진보연합 등 시민단체와 여론의 반발로 제막식이 무산되었다. 사천에 세워지지 못한 탁경현 귀향기원비는 이듬해인 2009년 10월 26일 경기도 용인시 법륜사에 세워졌다.
탁경현 귀향기원비 건립 문제에 대해 민족문제연구소는 2008년 5월 7일 "탁경현은 황민화교육과 침략전쟁의 희생자인 한편, 무고한 오키나와현민이나 연합군의 관점에서는 가해자인 측면도 부정할 수 없다"는 입장을 밝혔다.

## 같이 보기
- 특공대
- 경상남도